# Maurecourt
Maurecourt là một xã của Pháp, nằm ở tỉnh Yvelines trong vùng Île-de-France.
Người dân ở đây trong tiếng Pháp gọi là Maurecourtois.

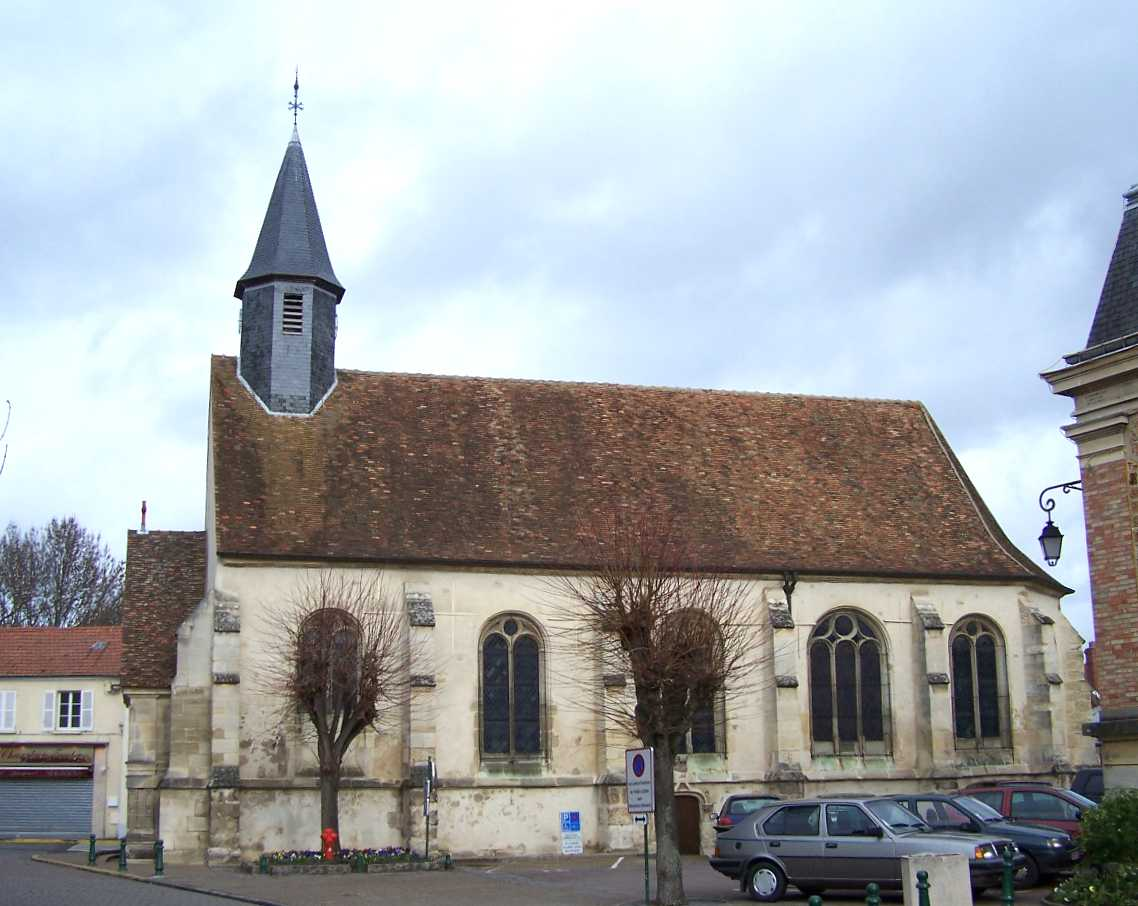
Nhà thờ Notre-Dame-de-la-Nativité

Xã này nằm ở phía bắc của tỉnh Yvelines, tiếp giáp với tỉnh Val-d'Oise, về phía tây giáp với Oise. Xã này có cự ly khoảng 32 km về phía tây bắc Paris, 27 km về phía bắc của Versailles và14 km về phía bắc của quận lỵ Saint-Germain-en-Laye.
Các xã giáp ranh là: Conflans-Sainte-Honorine về phía đông, qua tả ngạn sông Oise, Andrésy về phía nam, Triel-sur-Seine về phía tây, Jouy-le-Moutier về phía bắc và Neuville-sur-Oise về phía đông bắc.